# Akdeniz, Konak
Akdeniz là một xã thuộc huyện Konak, tỉnh İzmir, Thổ Nhĩ Kỳ.